# Heinrich Bramesfeld (Architekt)
Heinrich Wilhelm Karl Bramesfeld (* 11. August 1830 in Elberfeld (heute Stadtteil von Wuppertal); † 25. Dezember 1909) war ein deutscher Architekt.

## Werk
Bramesfeld war unter anderem mit der Planung und Errichtung folgender Bauwerke betraut, die heute als Baudenkmal gelten:
- 1876–1878: evangelisch-lutherische Trinitatiskirche in Wuppertal-Elberfeld-Arrenberg[3] (unter Denkmalschutz)[4]
- 1879: evangelisch-lutherische Kirche Hottenstein in Wuppertal-Oberbarmen[5] (unter Denkmalschutz)[6]
- 1882 Villa Schmits in Wuppertal-Elberfeld, Luisenstraße 136 (unter Denkmalschutz)[7]
- 1883–1884: evangelisch-unierte Martinskirche in Bottrop, Osterfelder Straße 11 (unter Denkmalschutz)[8]
- 1886–1888: evangelisch-unierte Lutherkirche in Recklinghausen, Bochumer Straße 161 (unter Denkmalschutz)[9]